# Яблоновский, Владислав (генерал)
Владислав Франц Яблоновский по прозвищу Мавр (пол. Władysław Franciszek Jabłonowski, «Murzynek»; во Франции: Ладислас Франсуа Константен Яблоновский; 25 октября 1769, Данциг, Корона Королевства Польского — 29 сентября 1802, Жереми) — польский и французский военный деятель, бригадный генерал Польских легионов Я. Г. Домбровского (1799). Первый чернокожий генерал в истории Польши (мулат).

## Биография
Родился в 1769 году в Данциге от внебрачной связи Марии Яблоновской, урождённой Дилер, англичанки по происхождению, супруги генерала Константина Александра Яблоновского с её чернокожим дворецким. Генерал, который не мог иметь собственных детей, усыновил Владислава и узаконил его как собственного сына. В связи с этим Владислав Яблоновский официально считался представителем шляхетского рода Яблоновских герба Прус.
Получил военное образование во Франции в Парижской военной школе (1783—1786; Наполеон учился там тогда же). После окончания военной школы, несколько лет служил офицером во французской королевской армии. После того как во Франции началась революция, Яблоновский в 1791 году вернулся в Польшу и поступил на службу в польскую армию. 
В чине подполковника активно участвовал в восстании Костюшко (сражался в боях при Щекоцинах и при Мацеёвицах, активно участвовал в обороне Праги — предместья Варшавы от русских войск А. В. Суворова). После поражения бежал в Австрию, был членом польского тайного общества в Кракове и во Львове; с поручением от общества ездил в Турцию, где пытался заручиться поддержкой султана в противостоянии с Россией.
С 1799 года служил в Польских легионах в Италии (в составе французской армии). В 1801 году возглавил 113-й линейный пехотный полк, переформированный из польского Наддунайского (Дунайского) легиона. Во главе этой части отправился на Сан-Доминго (Гаити), чтобы подавить революцию, которую местное цветное население устроило по образцу французской, и восстановить плантации сахарного тростника. В ходе экспедиции на Сан-Доминго 113-й полк понёс настолько большие потери, что фактически перестал существовать. Генерал Яблоновский скончался в 1802 году в Жереми (Сан-Доминго) от жёлтой лихорадки.

## Яблоновский у Мицкевича
Генерал Яблоновский упомянут Адамом Мицеквичем в поэме «Пан Тадеуш»:

Яблоновский наш на острове далёком,
Где сахарный тростник исходит сладким соком,
На негров ринулся с дунайским легионом,
А сам о родине грустит в раю зелёном
— Адам Мицеквич, «Пан Тадеуш», пер. Сусанны Георгиевны Мар
В русских комментариях к тексту поэмы ошибочно упоминается, что Яблоновский не командовал польским легионом на Гаити. Эта ошибка возникла из-за того, что Наддунайский легион к тому времени был переформирован в номерной линейный пехотный полк и утратил своё первоначальное название.